# Louis-Émile Vanderburch
Louis-Émile Vanderburch (Parigi, 30 settembre 1794 – Rueil, 30 marzo 1862) è stato un drammaturgo, librettista e saggista francese.

## Biografia
Louis-Émile Vanderburch è il nipote del pittore Dominique Joseph Vanderburch (1722-1785).
Dopo aver cominciato la sua attività come professore di Storia,Vanderburch dal 1816 decise di dedicarsi alla letteratura, in particolare al teatro. Scrisse un centinaio di pièces, moltissime in collaborazione con i principali drammaturghi del suo tempo: parecchie sue opere conobbero un notevole successo.

## Opere

### Teatro
- 1816: Un Brelan de gascons, ou C'est un des trois, commedia in un atto e in versi;
- 1825: Le Marchand de parapluies, ou La Noce à la guinguette, commedia sbarazzina in 1 atto, con Marc-Antoine Madeleine Désaugiers e W. Lafontaine
- 1826: Le Baron allemand, ou le Blocus de la salle à manger, commedia-vaudeville in un atto, con Gabriel de Lurieu e Armand d'Artois;
- 1826: La Salle de police, tableau militare in 1 atto e in vaudevilles, con Pierre Carmouche
- 1827: Le Barbier de Paris, dramma in 3 atti, dal romanzo di Paul de Kock
- 1828: Henri IV in famille, tableau aneddotico in 1 atto e in prosa, con Ferdinand de Villeneuve e Auguste Pittaud de Forges;
- 1829: La Grisette mariée, commedia-vaudeville in due atti, con Charles-François-Jean-Baptiste Moreau de Commagny e Armand d'Artois;
- 1829: La jeunesse de Marie Stuart, dramma in 2 parti, con de Villeneuve;
- 1829: La Maison du faubourg, commedia-vaudeville in 2 atti, con de Villeneuve;
- 1829: La Maison du faubourg, commedia-vaudeville in 2 atti, con Antoine Simonnin e de Villeneuve;
- 1829: Mathieu Laensberg, commedia-vaudeville in 2 atti, con Auguste Anicet-Bourgeois e de Villeneuve;
- 1829: La Paysanne de Livonie, commedia storica in 2 atti, con Xavier B. Saintine e de Villeneuve;
- 1831: Louis XV chez madame Dubarry, commedia-vaudeville in 1 atto, con Bourgeois;
- 1833: Camarade de lit, commedia in 2 atti con Ferdinand Langlé
- 1835: Allez vous coucher!, folie-vaudeville in 1 atto, con de Lurieu
- 1835: Jacques II, dramma storico in 4 atti e in prosa;[1]
- 1835: Les Deux créoles, commedia-vaudeville in 2 atti, con Jean-François Bayard;
- 1836: Le Gamin de Paris, commedia-vaudeville in 2 atti, con Bayard;
- 1837: Le Marchand de chansons, vaudeville in 1 atto, con Simonnin;
- 1837: Les Hommes de quinze ans, commedia-vaudeville in 2 atti, Simonnin;
- 1838: Clermont, ou Une femme d'artiste, commedia-vaudeville in 2 atti, con Scribe;
- 1838: Deux vieux garçons, vaudeville in 1 atto, con Julien de Mallian;
- 1839: Les Camarades du ministre, commedia in un atto e in versi;
- 1839: Les premières armes de Figaro, pièce in 3 atti, con Victorien Sardou;
- 1840: Charlot, commedia in 3 atti, con Lockroy e Anicet-Bourgeois;
- 1841: Les Bombé, folie-vaudeville in un atto, con Bayard;
- 1843   Le mariage du gamin de Paris. commedia-vaudeville in un atto, con Laurencin;
- 1846: Une nuit au Louvre, dramma in 3 atti e in prosa;
- 1855: Le Sergent Frédéric, commedia-vaudeville in 5 atti, con Dumanoir;
- 1857: Amour et pruneaux, commedia-vaudeville in 1 atto, con Varin;

### Libretti
- 1838: La Suisse à Trianon, commedia in 1 atto con Jules-Henri Vernoy de Saint-Georges e Adolphe de Leuven, musica di Albert Grisar;
- 1847: Le Braconnier, opéra-comique in un atto, con Adolphe de Leuven, musica di Gustave Héquet;
- 1854: Le Sanglier des Ardennes, ou le Spectre du château, melodramma in 5 atti à grand spectacle, musica di Léon Fossey;
- 1863: Peau d'âne, grande féérie in 4 atti e 20 quadri, con Laurencin e Louis François Clairville, musica di Léon Fossey;

### Altri scritti
- L'Épingle noire, 1816
- Le roi Margot, Bruxelles, Meline, 1836
- Souvenirs de France, d'Écosse et d'Angleterre pendant les règnes de François I, Henri II, François II, Marie Stuart et Elisabeth, 1832.
- Le Gamin de Paris à Alger, 1841-1843.
- Histoire militaire des Français. À l'usage des écoles régimentaires et des écoles communales, 1851.